# Nipponibis

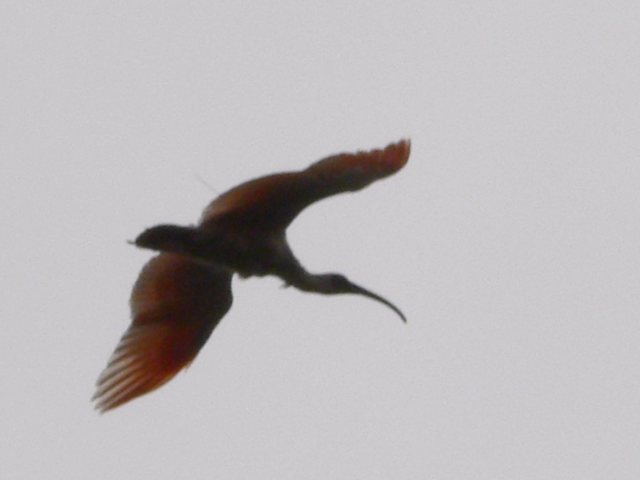
Nipponibis im Flug

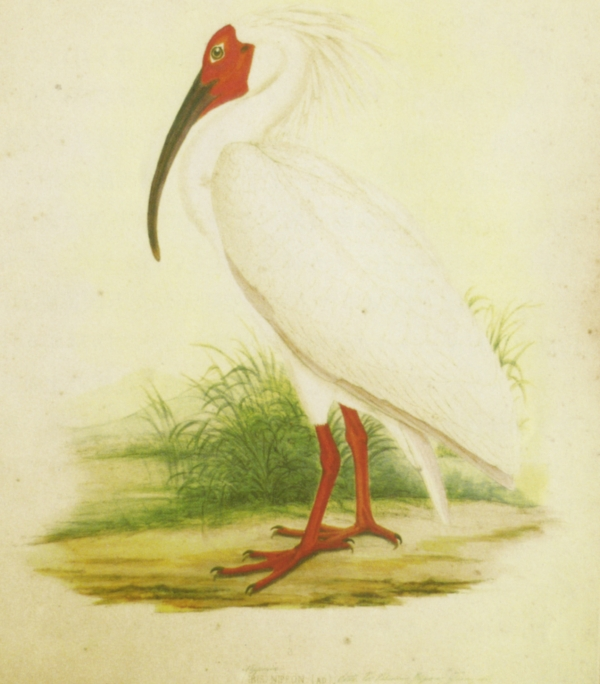
Nipponibis

Der Nipponibis (Nipponia nippon; jap. トキ, 鴇, 鵇, 朱鷺 oder 桃花鳥, jeweils toki; chinesisch 朱鷺 / 朱鹭, Pinyin zhūlù, 朱鹮,  zhūhuán), auch als Japanischer Ibis oder Japanischer Schopfibis bezeichnet, gehört zur Familie der Ibisse und Löffler (Threskiornithidae) und lebt in Ostasien.

## Merkmale
Der Nipponibis erreicht eine Körpergröße von 55 bis 84 cm und eine Flügelspanne von 140 cm. Sein buschiger Schopf sowie seine rote Gesichtshaut und Beine sind unverwechselbar. Nichtbrütende Altvögel sind weiß mit einer orange-zimtfarbenen Tönung am Schwanz und an den Schwungfedern. Bei brütenden Altvögeln sind Kopf, Nacken, Mantel und Schulterfedern grau. Eine lachsfarbene Rötung der Hand- und Armschwingen ist das ganze Jahr über erkennbar. Der Schnabel ist schwarz mit einer roten Spitze und Basis. Augen, Gesichtshaut und Beine sind bei beiden Geschlechtern das ganze Jahr über rot. Die juvenilen Vögel sind hauptsächlich grau mit einer dunklen Iris. Gesichtshaut und Beine sind bei ihnen tiefgelb. Die dunkle Färbung des Brutgefieders entsteht durch eine schwarze, teerartige Substanz, die von einem gut definierten Hautflecken im Kehl- und Nackenbereich abgesondert wird. Bei der ersten Mauser im November entwickeln sich in diesem Bereich besondere Daunen, während die teerartige Substanz von Januar bis Februar abgesondert wird, mit der die Ibisse ihren Kopf, ihren Hals und ihren Oberkörper einschmieren. In menschlicher Obhut wurden auch bereits helle Morphe beobachtet. Sein Ruf besteht aus einem taaa oder aaa.

## Lebensraum und Lebensweise
Er lebt in Sumpfwäldern in einer Höhe von 470 bis 1300 m. Seine Nahrung besteht aus kleinen Fischen, Fröschen, Flussschnecken und anderen Mollusken sowie aus Käfern.

## Verbreitung, Population und Gefährdung
Der Japanische Ibis kam früher in Russland, Korea, Nordchina, Taiwan, der Mandschurei und Japan vor und brütete bevorzugt in alten Waldbeständen in der Nähe von Feuchtgebieten oder Reisfeldern. Einige der Populationen waren standorttreu, andere zogen zum Überwintern nach Südchina. Noch zu Beginn des 20. Jahrhunderts war der Nipponibis verhältnismäßig häufig, danach setzte ein stetiger Rückgang ein, der die Vögel bis an den Rand des Aussterbens brachte. Bereits gegen Ende des 19. Jahrhunderts wurde der Nipponibis wegen seines langen weißen Federschopfes zunehmend stärker bejagt. Federn wie die des Nipponibisses wurden in der Modeindustrie vor allem zu Hutschmuck verarbeitet, von einer Bejagung wegen Schmuckfedern waren eine Reihe von Vogelarten betroffen. Beim Nipponibis war die Jagdstrecke besonders hoch, weil er nicht nur besonders schöne Federn lieferte, sondern sich gleichzeitig am Boden und in der Luft verhältnismäßig langsam bewegte und Jägern damit ein einfaches Ziel bot.
In weiten Teilen des Verbreitungsgebiets des Nipponibisses kam es im Verlauf des 20. Jahrhunderts zu einer menschlichen Bevölkerungsexplosion, die zu einer verstärkten Beanspruchung der Habitate des Nipponibisses als landwirtschaftliche Anbauflächen und Siedlungsgebiete führte. Der Vogel wurde zwar in Japan bereits 1934 unter Schutz gestellt, jedoch blieb dies weitestgehend wirkungslos, da sein Lebensraum nicht gleichermaßen geschützt wurde. Politische Umwälzungen wie die des chinesischen Großen Sprungs nach vorn führten auch auf dem asiatischen Festland zu weitgehenden Habitatverlusten.
Durch die Zerstörung seines Lebensraumes durch Entwaldung, Trockenlegung von Sümpfen und die Anlage von Reisterrassen ging der Bestand so drastisch zurück, dass es Anfang der 1970er Jahre nur noch 8 Exemplare auf der japanischen Insel Sado und einige in der entmilitarisierten Zone in Korea gab. Um die Art vor der endgültigen Auslöschung zu retten, wurde auf Sado ein Schutz- und Aufzuchtzentrum aufgebaut, wo man die Lebensgewohnheiten der Ibisse erforschen konnte. Das erste Zuchtprogramm erwies sich jedoch als Fehlschlag. Ulrike Thiede beschreibt die Fütterung als eine mögliche Ursache:

„Die schließlich doch beunruhigten japanischen Vogelschützer befragten dann den Zoologischen Garten in Basel, der berühmt für seine Tierzuchterfolge auch an Ibissen ist. Es wurde Ihnen die Zusammensetzung eines Idealfutters für Ibisse angegeben, die die Japaner dann übernahmen. Aber sie übernahmen dieses eben nicht genau, sondern ersetzten das angegebene Hammelfleisch durch Walfleisch.“

Alle bis auf einen Vogel starben innerhalb weniger Wochen, vermutlich weil sie falsch gefüttert wurden.
Die Chinesische Akademie der Wissenschaften führte derweil in China eine Suche nach möglicherweise noch existierenden Nipponibissen durch. Die Suche währte über drei Jahre, die Forscher legten dabei eine Wegstrecke von 50.000 Kilometern zurück. 1981 entdeckte man in der abgelegenen Provinz Shaanxi an einem Berghang zwei Brutpaare mit insgesamt drei Küken. Wenig später wurden einige weitere Paare in der Umgebung gefunden. Das chinesische Forstministerium ließ darauf sofort in der Nähe eine Schutzstation einrichten, in der unmittelbaren Umgebung um die Brutplätze wurde das Fällen von Bäumen, der Gebrauch von Schusswaffen und im Nahrungsgebiet der Einsatz von Dünger und Pestiziden verboten. Im Jahre 1987 wurden 51 Nistbäume zum Staatseigentum erklärt und unter strengen Schutz gestellt. Unter Federführung des Pekinger Zoos wurden Nipponibisse dann auch erfolgreich in menschlicher Obhut nachgezüchtet. Im Jahre 2002 schätzte man den Bestand der chinesischen Population in freier Wildbahn auf 140.
In Japan starb der letzte in freier Wildbahn geschlüpfte Schopfibis im Jahre 2003 auf der Insel Sado. 2008 wurden 10 in menschlicher Obhut geschlüpfte Nipponibisse auf Sado ausgewildert. Die Population ist mittlerweile (2022) wieder auf ca. 500 Exemplare angewachsen.

## Parasiten
1983 wurde der Saugwurm Patagifer toki beschrieben. Diese Art ist ausschließlich bei der japanischen Ibispopulation nachgewiesen. Da diese bereits einmal fast erloschen war, gilt Patagifer toki als vom Aussterben bedroht. Ein weiterer Parasit, der nur bei der japanischen Ibispopulation entdeckt wurde, ist Compressalges nipponiae. Diese Federmilbe gilt als vermutlich ausgestorben.

## Sonstiges
- Der Nipponibis wurde 1934 zum japanischen Naturdenkmal erklärt.[7][8] Er ist der Präfekturvogel von Niigata und der Stadtvogel von Sado und Wajima.
- Im Jahre 2005 benannte die japanische Hardrockgruppe Dohatsuten eines ihrer Alben Nipponia Nippon mit einem Tokisymbol auf dem Plattenlogo.
- Seit 1982 ziert der Nipponibis das Emblem des deutschen Vogelschutzvereins Brehm Fonds für internationalen Vogelschutz e. V.